# Trachusa dorsalis
Trachusa dorsalis är en biart som först beskrevs av Amédée Louis Michel Lepeletier 1841.  Trachusa dorsalis ingår i släktet hartsbin, och familjen buksamlarbin. Inga underarter finns listade i Catalogue of Life.